# Chiến binh Amazon

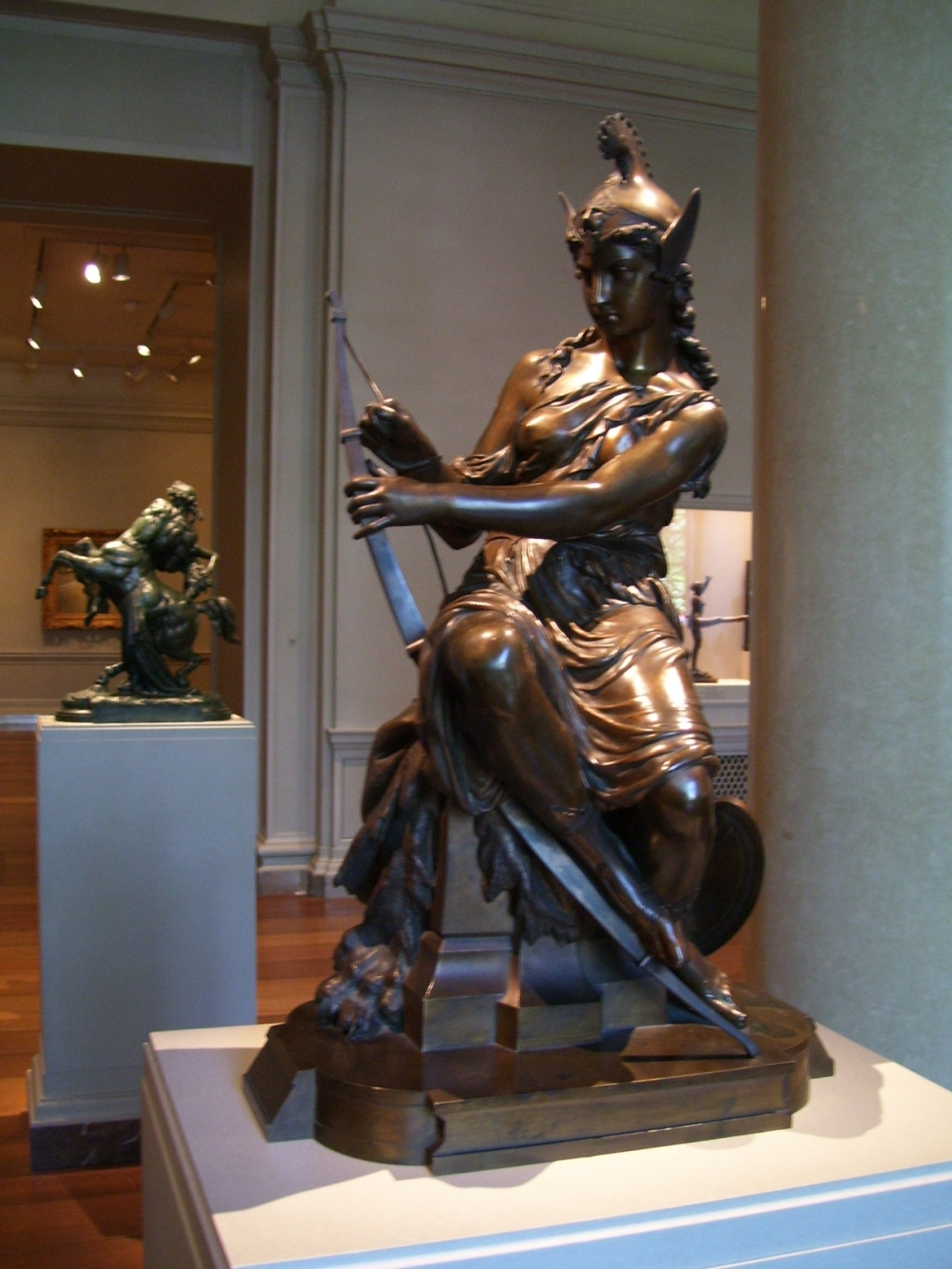
Nữ chiến binh Amazon chuẩn bị cho một trận đánh
Tượng năm 1860 của Pierre Hébert đặt tại bảo tàng nghệ thuật quốc gia Hoa Kỳ, Washington, D.C.

Nữ chiến binh Amazon là những chiến binh gan dạ trong truyền thuyết Hy Lạp cổ đại. Họ có vương quốc của riêng mình, đứng đầu vương quốc là nữ hoàng Hippolyta. Theo truyền thuyết, vương quốc của họ nằm ở vùng Tiểu Á. Người Amazon sống theo chế độ mẫu hệ, phụ nữ điều hành đất nước cả hai mặt chính trị và quân sự. Người phụ nữ Amazon tham gia chinh chiến, dành cả đời trên lưng ngựa trong khi đàn ông làm việc nhà. Trước khi kết hôn, phụ nữ Amazon phải giết chết một người đàn ông, đứa trẻ trai nào ra đời trong vương quốc của nữ hoàng Hippolyta cũng sẽ bị giết chết hoặc bị thiến. Nhà sử học Hy Lạp cổ đại là Herodotos viết về họ là những kẻ săn đàn ông, còn nhà triết học nổi tiếng Homer gọi họ là antianeira nghĩa là chiến đấu như đàn ông. Trang phục của nữ chiến binh Amazon được làm bằng bạc, rất đẹp và lộng lẫy. Chính vì vậy khi những người châu Âu đầu tiên nhìn thấy lối phục sức bằng bạc của những thổ dân sống ở vùng sông mà ngày nay gọi là Amazon, họ đã đặt tên cho vùng đất mới ấy theo tên của những nữ chiến binh huyền thoại. Có lẽ việc giao chiến với những nữ chiến binh Amazon là một nhiệm vụ cần thiết đối với các vị anh hùng người Hy Lạp cổ đại.
Đương thời với Nữ hoàng Hippolyta, thành Athena (Hy Lạp) trở nên thịnh vượng dưới triều vua Theseus. Là một người chiến binh vĩ đại, ông từng đánh bại con quái nửa người nửa bò Minotaur. Một ngày nọ, ông tuyên chiến với những nữ chiến binh Amazon. Sau một trận đánh khốc liệt, ông đánh tan tác người Amazon và bắt được Nữ hoàng Hippolyta. Ông muốn lấy bà làm vợ.